# 林輝
林輝（英語：LAM Fai Fred，1979年11月20日—），旅行家、專欄作家、智庫組織Roundtable Community前總幹事、香港社會運動人士、註冊社工。林於嶺南大學取得社會科學學士，後於中文大學取得社會工作碩士及註冊社工資格。
曾於2012年至2014年環遊世界，並先後於2014年及2015年於台灣出版《旅行在希望與苦難之間》及《旅行是一場修行》兩本著作。

## 政治及社會運動
他曾任已故民主黨區議員歐玉霞助理，並於2007年參與區議會補選（啟業選區），敗給民建聯的施能熊。
林輝曾參與及組織保衛天星碼頭、皇后碼頭、反高鐵及反政改等社會運動。在2007年保衛皇后碼頭時，曾以單車鍊自鎖於碼頭石柱，是最後一名被搬離碼頭地面的保育人士。在2010年的反政改運動中，林輝是反政改陣營的主要發言人，並曾於城市論壇上舌戰劉慧卿。
他曾是香港獨立媒體編輯、本土行動、八十後反高鐵青年、八十後反特權青年成員，亦是 Roundtable Network創會成員之一，2008-2012年間任 Roundtable Community 總幹事一職。

## 旅行
1996年中五時曾參加交換生計劃，赴澳洲塔斯曼尼亞居住一年。
單車旅行愛好者，曾於2008年一個人由西藏拉薩騎單車到泰國清邁
2012年夏天，他為綠色和平的「守護北極」運動遠赴北極，登上「極地曙光號」進行考察。
2012年秋始，林輝進行環遊世界之旅，以用兩年時間往亞、歐、非、美多洲旅遊，並於香港及馬來西亞多份刊物連載有關旅程的專欄。 
2014及2015年，林輝先後出版了《旅行在希望與苦難之間》及《旅行是一場修行》兩本著作。

## 爭議

### 2003年愚人節發放港高官辭職流言
他於2003年愚人節曾發放時任特首董建華及財政司梁錦松辭職的流言，引起另一名青年仿效發放香港宣布成為嚴重急性呼吸系統綜合症疫埠的流言，後者被警方拘捕。

### 要求刪除示威片段事件
2010年，十一國慶示威現場的衝擊片段於Youtube流傳，同時亦於Facebook引發激辯，林輝在Facebook留言︰「請叫今日貼左關於十一衝突o既片o既人收返條片, 有人俾人拉左, 呢啲片隨時可以變成證據, 唔好放上網咁on9」（請叫今天貼出關於十一衝突片段的人刪除片段，現在有人被捕，這片子隨時會成為呈堂證據，不要放上網那麼戇居）。有網友認為片段不應刪去，認為參與衝擊防線的人都是公民抗命，該有被捕的心理準備，而片段既是屬實，便應讓公眾知悉真相，而非為了「自保」而將之隱屏。 （页面存档备份，存于）  （页面存档备份，存于）

### 語言暴力爭議
在2010年，各界對香港政改問題爭議持續，林輝於2010年6月28日在《AM730》發表了一篇名為《粗口》(粗話) 的文章，文章評論劉慧卿和黃碧雲於《城市論壇》提到自身及其家人被網民惡言侮辱一事，林輝認為「反對者用上所謂『激烈』的言辭幾乎是理所當然。」，質疑聲稱被侮辱的二人是「轉移視線」、「讓人忘記了那真正影響我們未來的議會暴力和暗室政治的暴力」，同一篇文章亦被他轉載至香港獨立媒體。
及後，有網友舉出當日《城市論壇》網上視像以證劉黃二人當日發言，片段所見並無林輝所認為的「以被辱借題發揮」，反而是林輝提出「不要用粗口的暴力遮蓋過政治暴力」離題在先。網民認為林此舉是以「粗口」的廣義性相提並論，從而指出劉黃二人所受的語言暴力不值一提，亦有網民質疑其實是林輝本人「將侮辱別人合理化」、「自以為對方在行使政治暴力, 就可以以自己的暴力對抗」。
另於2012年，網路上有影片流傳，林輝在社民連一個造勢活動呼籲成員要向「保皇黨」、「偽激進派」和「偽民主派」劃清界線，又以粗言引領在場人士情緒。

### 文章中立性受質疑
在2010至2011年度香港行政長官施政報告發表之前，林輝於《明報》發表文章批評置安心計劃是「官商勾結」，而該評論文章內的數據資料有相當多的錯漏，例如當中一句便是「還狠狠地、毫無憐憫地大腳一伸，將他們送進大地產商的懷抱中」，但市民所買的其實是房協的單位而非地產商的項目，而當時施政報告尚未公佈，文中意見只屬林氏個人猜想出來，及後，於施政報告發表前的數小時林亦將同一篇文章轉載到獨立媒體，但文章有錯漏的地方並沒有在施政報告發表後得到修正，網民質疑林氏在無理取鬧和陰謀論。 （页面存档备份，存于）

### 自我推介文章被指欠中立
於香港獨立媒體，林輝曾被網民質疑文章中立性欠奉，但其文章卻可屢被列為「焦點推介」，即其文章會於首頁置頂顯示。面對網民質疑，林輝表示「焦點文章是由一位編輯建議, 在另一位編輯和議及沒有編輯反對的情況下便會放上焦點; 如果文章是由編輯自己撰寫的話, 要求會高一點, 需要兩位編輯和議及沒有反對的情況下才可以上焦點。」
可是林輝的回應反而曝露了他當時兼具作者和編輯兩重身分而且沒有避嫌，亦未有交代是哪兩位編輯和議推介其文章 (事實上過往亦沒有交代先例) 網民認為這種「多位編輯共同審稿」的制度黑廂作業，並不「中立持平」。而現時林輝已非獨立媒體編輯成員。

### DBC主持風波
林輝亦曾任香港數碼電台節目主持，主持節目《八十後今晚打老虎》、《網路起義》、《八十後今晚起義》等。曾被鄭經翰以聽眾身份致電評論其節目風格及質素，及後，鄭於《蘋果日報》表示對覺得他們的主持「不夠激、太老成」，像「八十後的建制派」，擔任主持期間又錯過很多社會議題沒有引發公眾討論。林輝認為鄭的批評是干預編輯自主，遂與拍檔陳景輝、監制蔡嘉儀等人一同辭職。但亦有意見認為，林等人於節目中立場模糊訪問技巧欠佳，鄭經翰坦率指出他們主持節目有改善之處，卻被上綱上線說成鄭「干預編輯自主」、「打壓言論自由」。
黃洋達在香港人網亦有談到此事，對於黃也批評他們主持水準低，林事後接受《壹週刊》訪問指黃洋達「要批評，兩邊也要批評」，認為黃更應該聲討大班干預節目的編輯自主。林又指黃洋達是「為了搵工，所以用公共平台罵人」，暗諷黃與鄭同一口徑是為了在DBC撈取工作機會。實情是，黃洋達只曾於五月廿八日、五月三十日及七月十七日，擔任鄭經翰數碼電台之節目《風波裏的茶杯 還聲於民》及《十級自由Phone》的嘉賓主持，至今並未加入或參予該台之任何工作。
黃洋達在2012年6月的《蘋果日報》亦作出後續回應，表示：「大家說大班打入電台 X班主持，這舉動不對，這方面我也讚同。但最傷的，唔係鬧，而係鬧得啱！你鬧錯了，我可以一笑置之，但鬧得啱，佢咪惟有同你死過囉！」（大家說鄭經翰打電話到電台責罵主持的舉動不對，這方面我也贊同。但最傷的，不是他責備你，而是他沒有錯怪你！如果被人罵錯了，大可一笑置之，但當別人能夠指出你的問題所在，被批評的人就只能發飆了）。

## 媒體參與
他活躍於媒體，於電視、電台、報章雜誌均有參與。
- 《經濟日報》〈新銳新論〉專欄作者、副刊〈香格里拉〉專欄作者
- 《am730》〈吹脹80後〉專欄作者
- 《明報》評論版專欄作者
- 《新Monday》〈港保育〉專欄作者
- 《NOW TV》《時事全方位》主持
- 香港電台電台節目《第四代自爆》、《輕輕鬆鬆自由Phone》節目主持
- 香港電台電視節目《做個健康快活人》、《香港故事（第十七輯）》節目主持
- 香港數碼廣播有限公司大晒台《八十後今晚起義》、《網絡起義》、《八十後今晚打老虎》節目主持

## 外部連結
- 博客《香格里拉》 （页面存档备份，存于）